# NGC 2827
NGC 2827 (również IC 2460 lub PGC 26342) – galaktyka spiralna (Sb), znajdująca się w gwiazdozbiorze Rysia. Odkrył ją 13 marca 1850 roku George Stoney – asystent Williama Parsonsa.